# Eleocharis plicarhachis
Eleocharis plicarhachis là loài thực vật có hoa trong họ Cói. Loài này được (Griseb.) Svenson mô tả khoa học đầu tiên năm 1929.